# Ambasciata d'Argentina in Svizzera

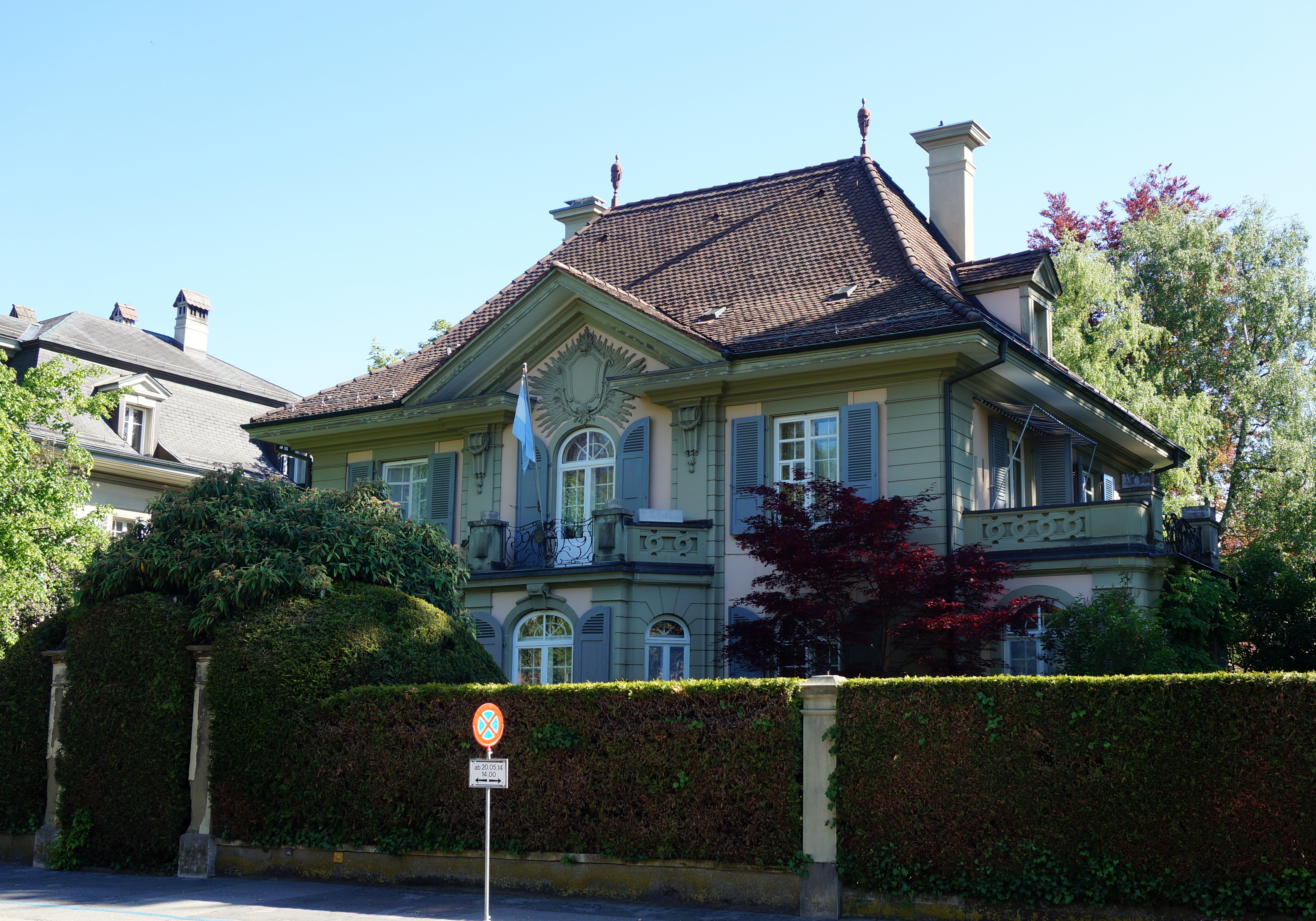
Residenza dell'ambasciatore in Elfenstrasse 5.

L'ambasciata argentina in Svizzera è la missione diplomatica della Repubblica argentina presso la Confederazione Elvetica, con accreditamento secondario presso il Liechtenstein.
La sede è a Berna, in Jungfraustrasse 1, mentre la residenza ufficiale è situata in Elfenstrasse 5.